# برنهارد کلرهوف
برنهارد کلرهوف (انگلیسی: Bernhard Kellerhoff; ۲۱ مارس ۱۹۰۰ – ۲۲ اکتبر ۱۹۷۸) بازیکن فوتبال بود.